# Zhao Gan
Zhao Gan, Chao Kan ou Tchao Kan, est un peintre chinois originaire de Nankin et actif dans la seconde moitié du Xe siècle.

## Biographie
Membre de l'académie de peinture à la cour du dernier empereur des Tang du Sud, l'empereur Li Houzhu (r. 960-975), Zhao Gan est spécialement connu pour ses paysages de la région du Jiangnan, notamment ses vues aquatiques. Sa biographie reste à ce jour très limitée : il n'est connu qu'à travers les œuvres qui lui survivent. Ses dates de naissance et de décès sont inconnues. 

## Procédé de composition
Le Musée national du Palais de Taipei conserve un rouleau horizontal, en encre et couleurs sur soie, qui lui est attribué, Voyage sur le fleuve à la première neige (zh) (aussi appelé Au bord du fleuve sous les premières neiges). Le procédé de composition utilisé dans cette œuvre, la profondeur à hauteur d'œil, consiste à représenter d'un seul tenant un vaste panorama fluvial. Ce rouleau est chargé d'un grand pouvoir évocateur : qu'on le dévide, et l'on se retrouve sur une triste étendue d'eau grise, on passe entre des îlots aux contours nets et l'on éprouve la dure condition de ces pêcheurs qui, transis de froid, frissonnent dans leurs barques ou sous leurs abris.
De légères taches blanches sur la soie représentent la neige, tandis que les touffes de roseaux, les îlots et les bateaux ressortent nettement sur un lavis d'encre qui cerne tout uniformément, suscitant un sentiment d'isolement tout en soulignant la disposition très étudiée des différents éléments sur la surface picturale.

## Le style paysager duJiangnan
Dans la zone prospère des alentours de Jinling, capitale des Tang du Sud à cette époque, émerge un nouveau style de paysage. Il a été nommé ultérieurement le « style du Jiangnan », en référence à la région centrée sur Jinling (actuelle Nanjing) au sud du fleuve Huai, dans la province du Jiangsu. Ce genre de paysage typiquement méridional va avoir une immense influence sur les artistes postérieurs, mais, à l'époque, il se développe principalement comme un style régional localisé. Les Tang du Sud atteignent un très haut niveau de culture artistique, inspiré et parrainé par la famille Li qui gouverne le royaume, et il est ultérieurement considéré comme une référence que les Song, conquérants des Tang du Sud, se doivent d'imiter et de surpasser.
Au nombre des artistes mineurs au service de la cour des Tang du Sud figure Zhao Gan, dont la notice biographique du Tuhua jianwen zhi de Guo Ruoxu dit seulement qu'il excelle à peindre les cours d'eau et est employé à la cour comme élève à l'Académie impériale de peinture (Huayuan xuesheng). Son long rouleau portatif Voyage sur le fleuve à la première neige, devient, à la faveur de sa simple survivance, un remarquable document sur l'art des Tang du Sud. En bon observateur de la vie fluviale, Zhao dépeint les activités de familles de paysans pêcheurs de la région de Nanjing, alors que les premières neiges tombent sur la rivière.

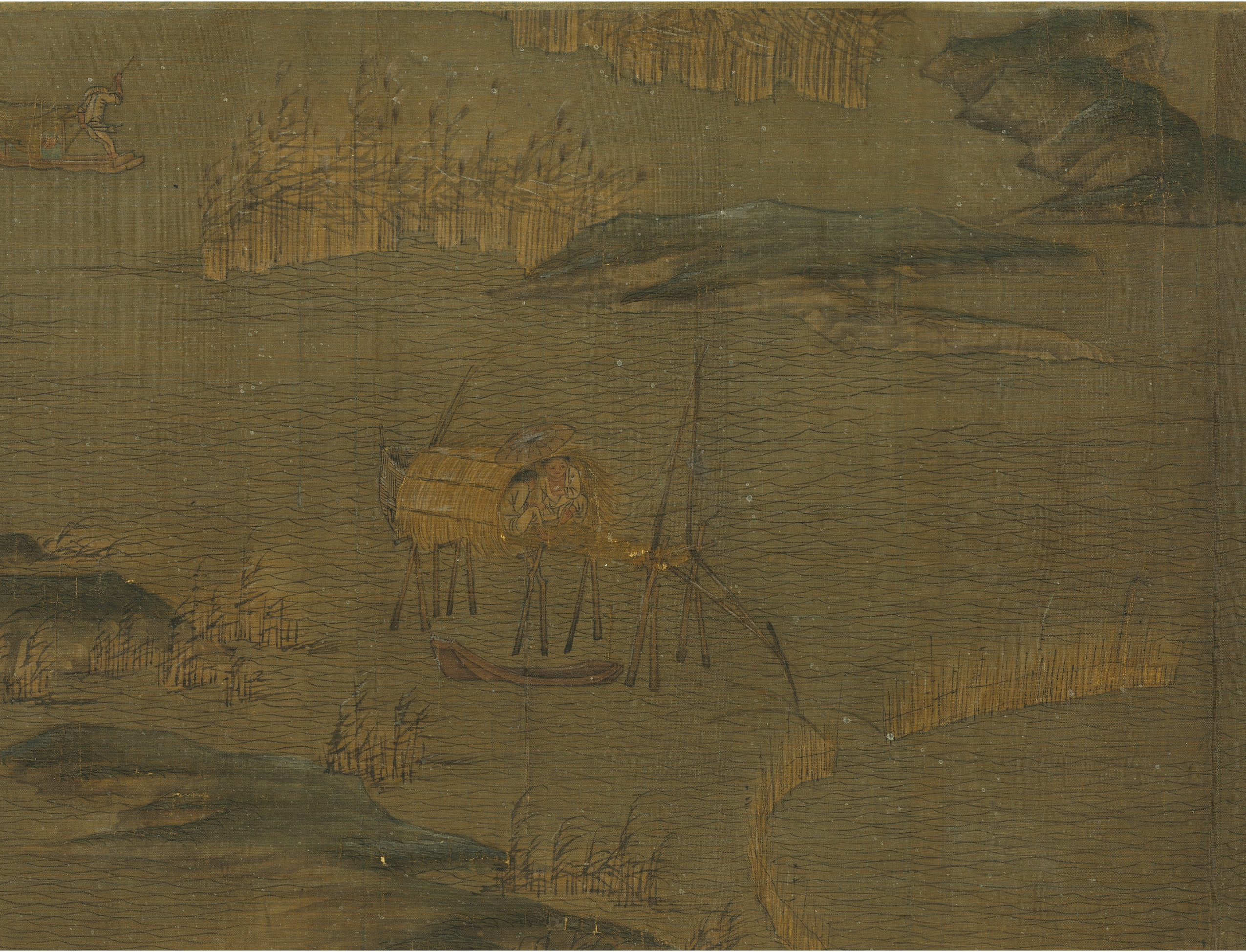
Détail du Voyage sur le fleuve à la première neige.

Cette peinture de la vie quotidienne dans la Chine ancienne présente un caractère d'authenticité qui doit beaucoup à l'attention portée par le peintre aux détails matériels – filets, abris, costumes, attirail de pêche, bateaux – ainsi qu'à son talent à représenter les gestes, mouvements et nuances des comportements humains. Pour rendre au plus près l'apparence des gros et moelleux flocons de neige, il souffle un pigment blanc à travers une sorte d'écran, afin de le projeter légèrement sur la surface soyeuse. Sur le bord droit – le début du rouleau – une main apparemment royale a inscrit le nom et le grade du peintre, ainsi que le titre de la composition, dans une seule colonne verticale. Il est probable que le scripteur soit le dernier empereur, Li Yu, grand poète, calligraphe et peintre lui-même. La facture déliée du paysage de Zhao Gan, avec peu de lignes de contours marquées, est sans doute un reflet des deux grands maîtres paysagistes du Jiangnan, Dong Yuan et Juran.

## Division des Écoles du Nord et du Sud
La peinture chinoise comporte deux branches : celle du Nord et celle du Sud. Cette division commence à l'époque des Tang. Les peintres, en tant qu'individus, n'appartiennent pas nécessairement au Nord ou au Sud. Dans l'École du Nord, Li Sseu-hiun et son fils Li Tchao-tao propagent l'art à[pas clair] Zhao Gan.